# Bad English
Bad English var en amerikansk / brittisk hårdrocksgrupp som bildades 1987, av keyboardisten Jonathan Cain med sångaren John Waite och basisten Ricky Phillips, hans tidigare bandmedlemmar i The Babys. Övriga bandmedlemmar var gitarristen Neal Schon och Deen Castronovo på trummor.

## Medlemmar
Tidigare medlemmar
- John Waite – sång
- Neal Schon – sologitarr, bakgrundssång
- Jonathan Cain – keyboard, piano, rytmgitarr, bakgrundssång
- Ricky Phillips – basgitarr, bakgrundssång
- Deen Castronovo – trummor, percussion, bakgrundssång

## Diskografi
Studioalbum
- 1989 – Bad English
- 1991 – Backlash

Singlar
- 1989 – "Forget Me Not"
- 1989 – "When I See You Smile"
- 1989 – "Don't Walk Away"
- 1990 – "Price of Love"
- 1990 – "Heaven Is a 4 Letter Word"
- 1990 – "Possession"
- 1991 – "Straight to Your Heart"
- 1991 – "So This Is Eden" (som "Bad English featuring John Waite")
- 1991 – "Time Stood Still" (som "Bad English featuring John Waite")
- 1991 – "The Time Alone With You" (som "Bad English featuring John Waite")

Samlingsalbum
- 2003 – Greatest Hits